# Деривация (лингвистика)
Дерива́ция (от лат. derivatio — отведение, образование) в лингвистике — процесс создания одних языковых единиц, называемых дериватами, на основе других единиц, принятых за исходные. В узком смысле под деривацией понимают, например, такие простейшие процессы образования языковых единиц как «расширение» корня за счёт аффиксации (решить → разрешить) или словосложения (англ. black «чёрный» и англ. board «доска» → англ. blackboard «классная доска»), из-за чего деривацию иногда приравнивают к словопроизводству или даже словообразованию. В широком смысле деривация объединяет процессы, связанные как со словообразованием, так и со словоизменением (являясь для них обобщённым термином), или же обозначает процессы образования любых вторичных языковых знаков, выводимых или объясняемых при помощи исходных знаков, включая, в частности, образование предложений: Наступило лето (нейтральный порядок слов) → Лето наступило (экспрессивный порядок слов). Деривация объединяет в себе процессы формальной, семантической и функциональной производности, а также иерархию единиц всех уровней языковой системы и межуровневые отношения.
Научная дисциплина, в рамках которой происходит изучение деривации, называется дериватологией.

## Общие сведения и основные понятия
Одним из основных понятий деривации является деривационный процесс, который обозначает образование новой языковой единицы (деривата) из исходной. Деривационными процессами определяются все парадигматические и синтагматические отношения, отмечаемые в том или ином языке. При этом различают процессы:
- фонетической (морфонологической) деривации в морфонологии, например, с чередованием фонем в корневых морфемах исходной и производной языковой единицы: снег → снежок, век → вечный;
- словообразовательной деривации, например, с образованием языковой единицы при помощи аффиксации: горячий → горяченький, близкий → приблизить;
- лексической деривации, например, с изменением семантики слова: золотые часы → золотые руки, ледяной покров → ледяной взгляд;
- синтаксической деривации, например, с трансформацией синтаксической конструкции: Волна захлестнула лодку → Лодку захлестнуло водой, Солнце выжгло траву → Солнцем выжгло траву;
- коммуникативно-смысловой деривации, например, с проявляющимся преобразованием на текстовом уровне: Москва всем городам мать → Москва — она всем городам мать;

Процесс образования языковой единицы в зависимости от типа деривации осуществляется при помощи просодического средства языка, словообразовательного форманта, семантического маркера, синтаксической позиции элемента в конструкции, порядка слов в предложении и иных средств, называемых средствами преобразования или операторами деривации. Так, например, в процессе словообразовательной деривации образование нового слова (деривата) лесник на базе исходной единицы лес производится при помощи форманта, в качестве которого выступает суффикс -ник.
Деривационный процесс сопровождается изменением формы (структуры) и семантики исходных единиц. При этом исходная единица приобретает новое значение или используется в новой функции, или же из исходной создаётся новая единица путём преобразования исходной или её комбинации с другими единицами. В процессе последовательного преобразования исходной единицы используются такие понятия, как ступень деривации, деривационный шаг и деривационное «дерево».
Процесс деривации является однонаправленным, при этом, чем выше уровень языковой системы, тем сложнее определить направление деривации — для её определения требуется более сложный анализ с привлечением большего числа характеристик языковой единицы.
Деривация объясняет иерархическую организацию единиц языка как в синхронном плане, так и в диахронном. Например, при восстановлении исторического процесса развития глагольной системы русского языка выясняется, что некаузативные глаголы, условно называемые «глаголами конкретного физического действия», были первичными по отношению к каузативным глаголам локально направленного действия: бить → забить → забивать.
К важнейшим понятиям деривации относят регулярность деривационных процессов. Образование новых языковых единиц при этом зависит от содержательных свойств исходных языковых единиц и их семантических особенностей, от частотности употребления средства деривации, от типа деривации и системных связей. Возможность и степень регулярности процессов образования новых языковых единиц определяется их деривационной продуктивностью. Деривационные процессы подразделяются на линейные, приводящие к чисто синтагматическому изменению исходного языкового знака (дом → дом-ик), и нелинейные, для которых характерно не столько изменение сегментной протяжённости знака, сколько его внутренне изменение (рук-а → руч-н-ой с чередованием согласных к/ч в корневой морфеме).
Одной из характеристик деривационного процесса является деривационное отношение, которое возникает между исходной и производной языковыми единицами, например, отношение словообразовательной мотивированности. Такого рода отношения характерны как для единиц одного уровня, так и для единиц разных уровней.
Способы и средства организации морфологических структур слова в тех или иных языках и использование данных о различии деривационных процессов в словоизменении и словообразовании для типологической характеристики языков описываются в так называемой деривационной морфологии.

## Изучение
К изучению деривационных процессов в языке учёные обращались задолго до формирования дериватологии как самостоятельного раздела языкознания. Вопросы образования языковых единиц рассматривались, в частности, в работах таких российских исследователей, как М. В. Ломоносов, А. А. Барсов, Н. И. Греч, Ф. И. Буслаев, С. О. Карцевский.
Впервые понятие «деривация» стал использовать в своих исследованиях в 1930-е годы польский лингвист Е. Курилович. Он предложил разделять процессы деривации на лексические, сопровождающиеся изменением лексического значения исходной единицы безотносительно к частеречной принадлежности языковых единиц (холодный → холодноватый), и на синтаксические, связанные с изменением синтаксической функции (с принадлежностью производной единицы к другой части речи: холодный → холодность). В дальнейшем указанные деривационные категории стали включать более широкий спектр образования новых языковых единиц не только для слов, но и, например, для синтаксических конструкций.